# إيان جيمس كورليت
إيان جيمس كورليت (بالإنجليزية: Ian James Corlett) (29 أغسطس 1962 - ) ممثل أداء صوتي كندي وكاتب وموسيقي. ولد في بورنابي (كولومبيا البريطانية).

## أعماله
- مغامرات سونيك القنفذ - كوكوتاتس
- دراغون بول - دكتور كاروت
- دراغون بول زد - سان غوكو
- رانما ½ - د. توفو أونو/دليل جوسينكيو
- سيتتينج دوكس - بيل/سيسيل
- تينجو تينج - سموث توكر

## وصلات خارجية
- الموقع الرسمي
- إيان جيمس كورليت على موقع IMDb (الإنجليزية)
- إيان جيمس كورليت على موقع ميتاكريتيك (الإنجليزية)
- إيان جيمس كورليت على موقع روتن توميتوز (الإنجليزية)
- إيان جيمس كورليت على موقع قاعدة بيانات الأفلام العربية
- إيان جيمس كورليت على موقع ألو سيني (الفرنسية)
- إيان جيمس كورليت على موقع ميوزك برينز (الإنجليزية)
- إيان جيمس كورليت على موقع أول موفي (الإنجليزية)
- إيان جيمس كورليت على موقع أول ميوزيك (الإنجليزية)
- إيان جيمس كورليت على موقع قاعدة بيانات الفيلم (الإنجليزية)
- إيان جيمس كورليت على موقع ليتربوكسد (الإنجليزية)
- إيان جيمس كورليت () في شبكة أخبار الأنمي